# Clubiona qini
Espèce
Clubiona qini est une espèce d'araignées aranéomorphes de la famille des Clubionidae.

## Distribution
Cette espèce est endémique de Mongolie-Intérieure en Chine,.

## Publication originale
- Tang, Song & Zhu, 2005 : A review of the spiders of the genus Clubiona Latreille, 1804 (Araneae: Clubionidae) from Inner Mongolia, China. The Pan-Pacific Entomologist, vol. 81, p. 76-93.